# Monopodie
Eine Monopodie (griech. „Einzelfuß“) ist in der Verslehre ein aus einem Versfuß bestehende metrische Einheit. 
In Zusammenhang mit dem antiken Metron bezeichnet Monopodie Versfüße wie den Daktylus, bei denen der Versfuß dem Metrum entspricht. Man nennt diese Versfüße monopodisch.
Bei den Versfüßen Jambus, Trochäus und Anapäst dagegen besteht das Metrum aus zwei Versfüßen und man spricht von Dipodie bzw. dipodischen Versfüßen. Daher besteht ein daktylischer Hexameter („Hexa-“ = sechs) aus sechs Daktylen, ein jambischer Trimeter („Tri-“ = drei) aber auch aus sechs Versfüßen (3 Metren zu je 2 Jamben).
Bezeichnet Monopodie ein Versmaß, das heißt ein Vers besteht nur aus einem Versfuß, so spricht man von metrischer Monopodie. Dies kommt selten zum Beispiel bei einem abschließenden Vers vor. Ein bekanntes Beispiel findet sich als zweiter Vers in Goethes Gedicht Wandrers Nachtlied:
Über allen Gipfeln
ist Ruh […]
In metrischer Notation wird die Monopodie durch die hochgestellte Zahl 1 nach der Abkürzung des Versfußes gekennzeichnet. Im Beispiel also ja1 für die jambische Monopodie.
Schließlich spricht man in der Haupt- und Nebenhebungen unterscheidenden akzentorientierten Metrik von rhythmischer Monopodie, wenn die Hebungen in einer Folge von Versfüßen sämtlich gleichwertig sind, im Gegensatz zur rhythmischen Dipodie, die sich ergibt, wenn Haupt- und Nebenhebung regelmäßig abwechseln.